# Lagmansereds församling
Lagmansereds församling var en församling i Skara stift och i Trollhättans kommun. Församlingen uppgick 2006 i Bjärke församling.

## Administrativ historik
Församlingen har medeltida ursprung. 
Församlingen var till 2006  annexförsamling i pastoratet Stora Mellby, Magra, Erska och Lagmansered, som före 1867 även omfattade Genneveds församling och från 1962 Långareds församling. Församlingen uppgick 2006 i Bjärke församling.

## Kyrkor
- Lagmansereds kyrka